# Soslan

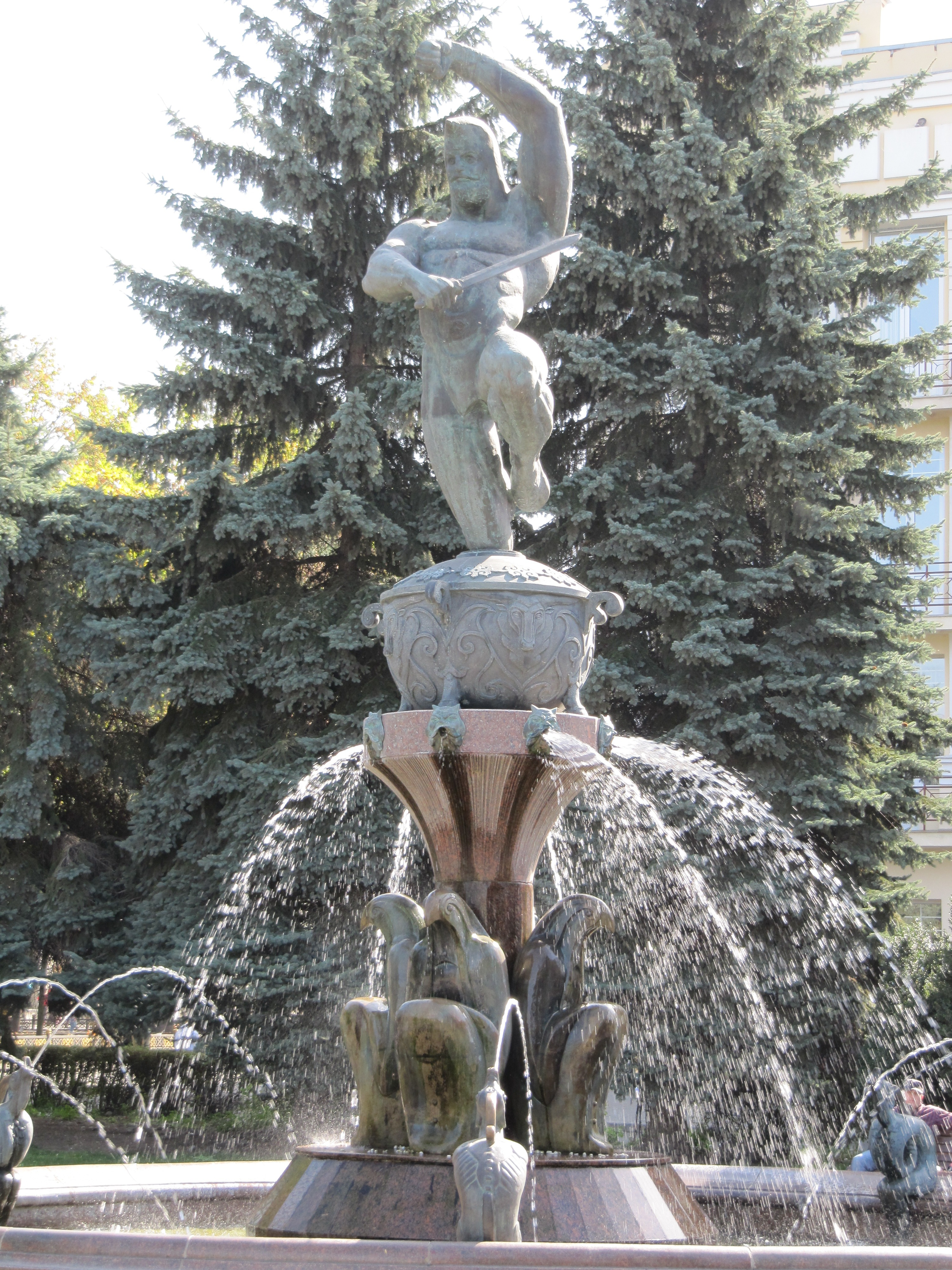
Une statue de Soslan dansant à Vladikavkaz

Soslan ou Sosryko (aussi parfois Sozyryko ou Sozryko) (en ossète : Сослан, en ubykh, abkhaze et adyghe on dit sawsərəqʷa (Саусырыкъо)) est un personnage central parmi les légendaires Nartes, race héroïque de la mythologie ossète et d'autres mythologies du Caucase.
Soslan est né d'une pierre qui a reçu la semence de la masturbation d'un berger qui admirait la beauté de Satana. Sachant cela, cette dernière revient neuf mois plus tard et ouvre la pierre pour y récupérer l'enfant. Elle l'élève ensuite comme son propre fils et le nomme. Soslan est parfois farceur, mais aussi beau et invulnérable sauf au genou ou à la hanche selon les variantes des légendes. En effet, soit il s'est baigné dans le liquide qui a rendu sa peau invulnérable et le bac était trop petit donc ses genoux dépassaient et n'ont pu être mouillés, soit un forgeron le tenait par la hanche avec des tenailles pour le tremper, ce qui empêcha sa hanche de se mouiller donc de devenir invulnérable. Il meurt en se faisant couper les jambes ou fracturer la hanche par une roue magique avec des pointes d'acier, Syrdon ayant révélé à cette dernière le point faible permettant de le tuer. À la suite de cela, selon les versions, Soslan se venge de Syrdon juste avant de périr, ou ce sont les autres Nartes qui le punissent en lui donnant la mort.

## Mythologie comparée indo-européenne
Georges Dumézil, philologue et comparatiste français à qui l'on doit la majorité de la littérature francophone sur la mythologie ossète, a comparé la mort de Soslan (causée par une machination de Syrdon qui sera ensuite mis en cause et puni) avec celle de Baldr, dieu de la mythologie nordique (causée par une machination de Loki et qui sera lui aussi mis en cause et puni). Les Nartes comme les Ases punissent Syrdon/Loki. Une variante tcherkesse du mythe de la mort de Soslan contient d'autres aspects similaires au mythe nordique. Dans celle-ci, les nartes envoient la roue rebondir sur Soslan pour rire de son invulnérabilité, jusqu'à ce qu'ils soient mis au courant par une vieille dame de sa vulnérabilité à la hanche et lui demandent de faire rebondir la roue sur la hanche, ce qui le tue. En effet, dans le mythologie nordique, les dieux Ases rient de l'invulnérabilité de Baldr en lui tirant dessus, et Loki donne à Hödr une flèche faite de gui, seule chose au monde qui peut lui faire du mal, ce que Hödr ignore, ainsi il le tue pendant le jeu. Ensuite, Loki, sous les traits d'une vieille géante Þökk empêche la résurrection de Baldr. Ceci prouverait selon Georges Dumézil l'authenticité du mythe nordique grâce à ce parallélisme dans les mythes ossètes, autre religion indo-européenne, et des peuples voisins, une scène qui aurait donc existé sous une forme plus primitive avant la dispersion.
Soslan est comparable avec d'autres héros mythologiques indo-européens pour son invulnérabilité et son point faible qui permet sa mort. Achille, chez les Grecs, possède son fameux talon, vulnérable car lorsqu'il a été trempé par Thétis dans le fleuve le rendant invulnérable il était tenu par le talon. De manière similaire, le héros de mythologie nordique Siegfried se baigna dans le sang du dragon Fafnir, ce qui l'a rendu invulnérable sauf à un endroit précis du dos où une feuille s'était collée.